# Schöpstal
Schöpstal és un municipi alemany que pertany a l'estat de Saxònia. Es troba vora la ciutat de Görlitz i és format pels llogarets d'Ebersbach, Girbigsdorf, Kunnersdorf i Liebstein.